# Ciarforon
Il Ciarforon o Charforon (pron. fr. AFI: [ʃaʁfɔʁɔ̃]) è una montagna delle Alpi Graie, alta 3.642 m.

## Pronuncia
Il toponimo in francese "Charforon" si pronuncia "Sharforòn".

La grafia "Ciarforòn" altro non è che la grafia adattata in italiano della pronuncia in patois valsavarein "Tcharforòn".

## Descrizione
Si trova nel Parco nazionale del Gran Paradiso, nel massiccio del Gran Paradiso, e domina la Valsavarenche.
La parete nord (verso la Valsavarenche) si presenta coperta dal ghiacciaio; la parete sud (verso il Piemonte) ha invece un aspetto roccioso di forma trapezoidale.

## Ascesa alla vetta

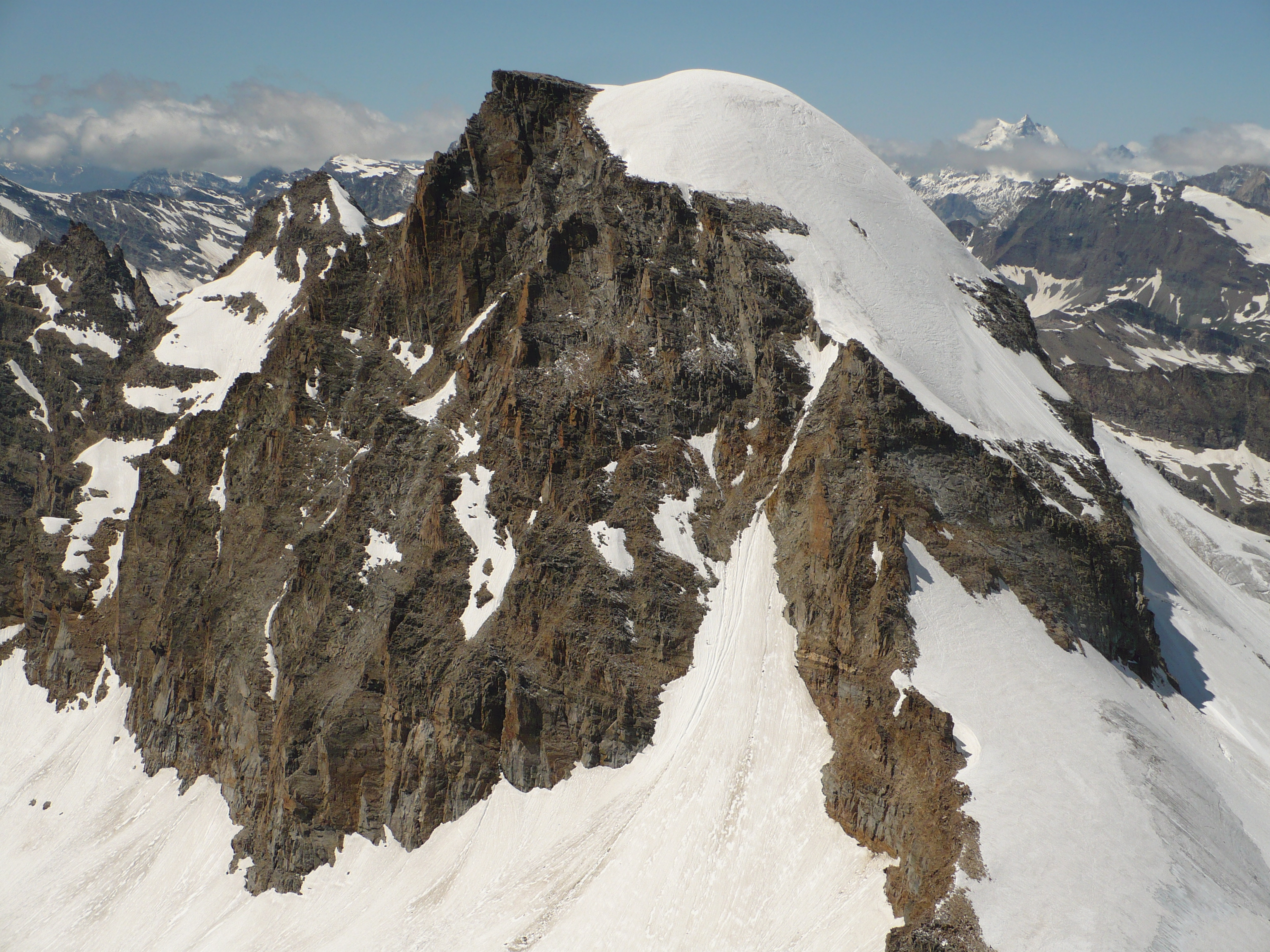
Il Ciarforon visto dalla vetta della vicina Tresenta.

L'ascesa alla vetta avviene normalmente dal Rifugio Vittorio Emanuele II, da cui si può ammirare la parete nord della montagna. Le vie di ascensione hanno tutte carattere alpinistico, non banali. Gli itinerari più semplici percorrono i versanti ovest o est, il primo roccioso, il secondo parzialmente nevoso. La parete nord, un ampio scivolo di ghiaccio di 45-50 gradi di pendenza, un tempo tagliato a metà da un grande seracco (ora quasi scomparso), costituisce un'ascensione su ghiacciaio di media difficoltà.